# Adolf-Grimme-Preis 1996
Der 32. Adolf-Grimme-Preis wurde 1996 verliehen. Die Preisverleihung fand am 22. März 1996 im Theater Marl statt. Die Moderation übernahm dabei Ron Williams.
Im Rahmen der Veranstaltung wurden neben dem Adolf-Grimme-Preis noch weitere Preise, unter anderem auch der „Publikumspreis der Marler Gruppe“, vergeben.

## Preisträger

### Adolf-Grimme-Preis mit Gold

#### Fernsehspiel
- Nico Hofmann (Regie) und Götz George (Darsteller) (für die Sendung Der Sandmann, RTL II)

#### Serien & Mehrteiler
- Lars von Trier (für Buch und Regie zu Geister, WDR / Arte)

### Adolf-Grimme-Preis

#### Fernsehspiel
- Uwe Frießner (Buch und Regie) und Susanne Bormann (Darstellerin) (für die Sendung Abgefahren, ZDF)
- Sascha Arango (Buch) und Konrad Sabrautzky (Regie) (für die Sendung Zu treuen Händen, ARTE / ZDF)
- Dirk Salomon (Buch), Thomas Wesskamp (Buch), Martin Lindow (Darsteller) und Oliver Stritzel (Darsteller) (für die Sendung Polizeiruf 110: 1A Landeier, WDR)

#### Serien & Mehrteiler
- Jochen Horst, Dieter Pfaff und Ludger Pistor (für die Darstellung in Balko, RTL)
- Maj Sjöwall (Buch) und Gösta Ekmann (Darsteller) (für die Sendereihe Kommissar Beck, RTL)

#### Kultur
- Kolin Schult (Buch, Regie und Kamera) und Monica Neven du Mont (Protagonistin und Darstellerin) (für die Sendung The Big Pink, Arte / ZDF)
- Axel Hofmann (Buch und Regie) und Werner Kubny (Buch, Regie und Kamera) (für die Sendung Taubenliebe – Ein Volkssport im Revier, WDR)

#### Spezial
- Oliver Kalkofe (für Idee und Realisation von Kalkofes Mattscheibe, premiere)
- Helmut Merker (Konzeption und redaktionelle Betreuung, stellvertretend für die Autoren Angelika Wittlich, Michael Althen und Rainer Gansera sowie die Filmredaktion des WDR: Wilfried Reichart, Werner Dütsch, Kay Hecht, Roland Johannes, Walter Maus) (für die Sendereihe Faszination Kino, WDR)

### Besondere Ehrung
- Heinz Ungureit (für die Förderung einer Vielzahl von Fernsehproduktionen)

### Sonderpreis des Kultusministers von Nordrhein-Westfalen
- Gerhard Thiel (für die Sendung: Mord(s)phantasien: Topors Träume, ZDF)

### Publikumspreis der Marler Gruppe
- Nico Hofmann (Regie) und Matthias Seelig (Buch) (für die Sendung Der Sandmann, RTL II)